# Джеймс Руссо
Джеймс Руссо (англ. James Russo; 23 квітня 1953) — американський актор.

## Біографія
Джеймс Руссо народився 23 квітня 1953 року у місті Нью-Йорк. Навчався у Нью-Йоркському університеті. Будучи студентом зіграв головну роль у короткометражці «Candy Store», до якої сам написав сценарій. Перш ніж стати актором, працював таксистом протягом трьох років і могильником.

## Кар'єра
Джеймс дебютував у кіно в 1981 році у телефільмі «Чиказька історія».
Серед фільмів з його участю — Клуб «Коттон» (1984), «Одного разу в Америці» (1984), «Мій власний штат Айдахо» (1991), «Доні Браско» (1997), «Джонні Д.» (2009) «Джанґо вільний» (2012). З'являвся в таких серіалах, як «Гаваї 5.0», «4исла», «Лас-Вегас», «CSI: Місце злочину».

## Особисте життя
Джеймс Руссо одружився у 1995 році на Беттіні Руссо, у них народилися двоє дітей.

## Фільмографія
| Рік       |    | Українська назва                   | Оригінальна назва              | Роль                                     |
| --------- | -- | ---------------------------------- | ------------------------------ | ---------------------------------------- |
| 1981      | тф |                                    | Chicago Story                  |                                          |
| 1982      | ф  | Круті часи в «Ріджмонт Хай»        | Fast Times at Ridgemont High   | грабіжник                                |
| 1982      | ф  |                                    | Vortex                         | Ентоні Деммер                            |
| 1982      | ф  | Незнайомець спостерігає            | A Stranger Is Watching         | Рональд Томпсон                          |
| 1983      | ф  |                                    | Exposed                        | Нік                                      |
| 1984      | ф  | Одного разу в Америці              | Once Upon a Time in America    | Багсі                                    |
| 1984      | ф  | Поліцейський із Беверлі-Гіллз      | Beverly Hills Cop              | Майкі Тандіно                            |
| 1984      | ф  | Клуб «Коттон»                      | The Cotton Club                | Вінс Гуд                                 |
| 1985      | с  | Поліція Маямі                      | Miami Vice                     | Френк Сакко (Епізод: "The Prodigal Son") |
| 1986      | ф  | Крайнощі                           | Extremities                    | Джо                                      |
| 1987      | ф  | Китаянка                           | China Girl                     | Альбі                                    |
| 1988      | ф  |                                    | The Blue Iguana                | Рено                                     |
| 1988      | ф  | Шосе                               | Freeway                        | Френк Куінн                              |
| 1989      | ф  |                                    | The Belt                       | Вітторіо Де Сімоне                       |
| 1989      | ф  |                                    | The Vineyard                   | Тедді                                    |
| 1989      | ф  | Ми не янголи                       | We're No Angels                | Боббі                                    |
| 1990      | ф  | Стан несамовитості                 | State of Grace                 | ДеМарко                                  |
| 1991      | ф  | Поцілунок перед смертю             | A Kiss Before Dying            | Ден Кореллі                              |
| 1991      | ф  | Мій власний штат Айдахо            | My Own Private Idaho           | Річард Вотерс                            |
| 1992      | ф  |                                    | Illicit Behavior               | Білл Таннер                              |
| 1993      | ф  | Травма                             | Trauma                         | капітан Тревіс                           |
| 1993      | ф  | Небезпечна гра                     | Snake Eyes (Dangerous Game)    | Френсіс Бернс                            |
| 1994      | ф  |                                    | Bad Girls                      | Джаррет                                  |
| 1995      | ф  | Пантера                            | Panther                        | Роджерс                                  |
| 1996      | ф  | Американські бродяги               | American Strays                | Едді                                     |
| 1996      | ф  | Мало часу                          | Small Time                     | Джеррі                                   |
| 1997      | ф  | Доні Браско                        | Donnie Brasco                  | Полі                                     |
| 1997      | ф  | Листоноша                          | The Postman                    | капітан Айдахо                           |
| 1998      | в  | Обхід                              | Detour                         | Зіггі Ротелла                            |
| 1999      | в  | Гірка радість                      | BitterSweet                    | Джо Маса                                 |
| 1999      | ф  | Дев'ята брама                      | The Ninth Gate                 | Берні                                    |
| 2000      | ф  | Гра без правил                     | Bad Guys                       | Джон Тайкор                              |
| 2002      | ф  | Нищівна брехня                     | Shattered Lies                 | Смайлер                                  |
| 2003      | ф  | Фатальна знахідка                  | The Box                        | Френк Майлз                              |
| 2004      | с  | CSI: Місце злочину                 | CSI: Crime Scene Investigation | Сінклер (Епізод: "Getting Off")          |
| 2004      | с  | Без сліду                          | Without a Trace                | Майкл Краусс (Епізод: "Lost and Found")  |
| 2005      | с  | Джоан з Аркадії                    | Joan of Arcadia                | Джеймс Карон (Епізод: "Trial and Error") |
| 2006      | ф  | Все включено                       | All In                         | доктор Пеннінгтон                        |
| 2006      | ф  | Сатанізм                           | Satanic                        | Едді                                     |
| 2006      | с  | C.S.I.: Місце злочину Маямі        | CSI: Miami                     | Джої Салуччі (Епізод: "Fade Out")        |
| 2006      | в  | Чорна вода: Вигнання нечистої сили | Blackwater Valley Exorcism     | єпископ                                  |
| 2007      | ф  | Машина                             | Machine                        | Буч                                      |
| 2008      | ф  | Брейк                              | Break                          | Батько                                   |
| 2008      | ф  | Темний легіон                      | Born of Earth                  | Том Різер                                |
| 2008      | с  | C.S.I.: Місце злочину Маямі        | CSI: Miami                     | Джої Салуччі (Епізод: "Wrecking Crew")   |
| 2009      | с  | 4исла                              | Numb3rs                        | Джон Кертіс (Епізод: "12:01 AM")         |
| 2009      | ф  | Чарлі Валентайн                    | Charlie Valentine              | Рокко                                    |
| 2009      | ф  | Джонні Д.                          | Public Enemies                 | Волтер Дітріх                            |
| 2010      | ф  |                                    | Boy Wonder                     | Ларрі Чайлдс                             |
| 2011      | ф  |                                    | Miss Bala                      | Джиммі                                   |
| 2012—2013 | с  | Вегас                              | Vegas                          | Ентоні Сервеллі (15 епізодів)            |
| 2012      | ф  | Джанґо вільний                     | Django Unchained               | Дікі Спек                                |
| 2013      | ф  |                                    | Chavez Cage of Glory           | Тоні                                     |
| 2014      | ф  |                                    | Perfect Sisters                | Стів Боумен                              |
| 2014—2015 | с  | Пожежники Чикаго                   | Chicago Fire                   | Папа Лулло (3 епізоди)                   |
| 2015      | ф  | Чорна меса                         | Black Mass                     | Скотт Гарріола                           |
| 2016      | ф  |                                    | Vigilante Diaries              | містер Ганновер                          |
| 2017      | ф  |                                    | Living Among Us                | Аарон                                    |
| 2018      | ф  |                                    | Desolate                       | Дюк Стоун                                |
| 2019      | ф  |                                    | Badland                        | Фред Квейд                               |
| 2020      | ф  |                                    | A Soldier's Revenge            | Волш                                     |
| 2021      | ф  |                                    | Flag Day                       | байкер                                   |
| 2024      | ф  | Горизонт: Американська сага        | Horizon: An American Saga      |                                          |